# بوکیت میرتاجم
بوکیت میرتاجم (به لاتین: Bukit Mertajam) مرکز امور اداری شهر سبرانگ پرای در ایالت پنانگ، مالزی است. هم چنین به عنوان مقر اصلی ناحیه سبرانگ پرای مرکزی عمل می‌کند. در سال ۲۰۱۰، بوکیت میرتاجم (مرکز) در مجموع دارای ۱۳٬۰۹۷ نفر سکنه بود.
ضمن اینکه در قرن نوزده به عنوان یک ناحیه زراعتی تأسیس گردید، پس از تکمیل خط راه‌آهن به سمت پرای در انتهای همان قرن، بوکیت میرتاجم به قطب حمل ونقل توسعه پیدا نمود.